# Emmanuele

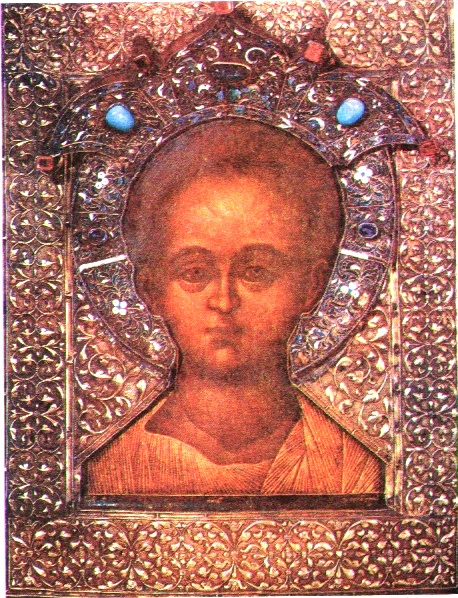
Cristo Emmanuele, icona di Simon Ushakov, 1668. Secondo il Vangelo di Matteo, Emmanuele è un titolo che indica Gesù.

Emmanuele o Emanuele è un nome che compare nelle profezie di Isaia (Is 7,14, Is 8,8-10), e che il vangelo di Matteo applica a Gesù. Significa "Dio (è) con noi" e proviene dall'ebraico Immanu'el, cioè עִמָּנוּאֵל, composto dalle parole: אל (El, che significa "Elohim") e עמנו (Immanu, cioè "con noi").

## Contesto storico della profezia
Il Regno di Giuda era minacciato dalla coalizione siro-efraimita e il suo re,  Acaz, si appellò all'Assiria anziché affidarsi alle promesse fatte da Dio a Davide. Il testo di Isaia promette l'aiuto divino contro l'Assiria purché i giudei si astengano dall'idolatria e dalle ingiustizie, altrimenti l'Assiria diventerà lo strumento della punizione divina.

## Interpretazione ebraica
Secondo il Giudaismo la profezia di Isaia in Is 7,14-17 deve essere riferita solo a un bimbo nato durante il regno del re Acaz, al quale venne fatta la profezia. Essa perciò non si riferirebbe anche al Messia. Sull'identità del bambino non ci sono certezze. Secondo alcuni potrebbe essere un figlio di Acaz, ad esempio Ezechia, che governò il Regno di Giuda dopo di lui. Secondo i calcoli di Rashi, però, Ezechia aveva già nove anni al momento della profezia. Egli perciò suggerì che il versetto si riferisse a un figlio dello stesso Isaia.

## Interpretazione cristiana
A partire dal vangelo di Matteo il cristianesimo ha ritenuto che la profezia di Isaia riguardasse il Messia (di cui parla Isaia in altre profezie) e il particolare rapporto di vicinanza fra Dio e l'umanità prefigurato dall'Arca dell'Alleanza e dal Tempio di Gerusalemme, ma realizzatosi completamente solo con l'Incarnazione.
Questa convinzione nasce da diversi fattori:
- Il bambino di Isaia è descritto con un linguaggio mitico-poetico molto più ricco rispetto alle possibili figure storiche, con cui si è cercato di identificarlo;
- La natura divina del bambino si deduce indirettamente da un passo di Isaia (Is8,8[7]), in cui la Palestina è chiamata terra di Emmanuele, benché altrove sia detta terra o eredità di Dio,[8] per cui Emmanuele sembra essere identificato con Dio o almeno col suo Messia. Inoltre nel testo ebraico di Is8,9-10[9] il profeta predice che i tranelli tesi dai nemici della Palestina saranno resi vani da Emmanuele;
- Le caratteristiche del bimbo Emmanuele, descritte in Is9,6-7[10], sembrano di tipo messianico. Anche le benedizioni portate da Emmanuele sulla terra e descritte nel cap. 11 (Is11,1-16[11]) sono di tipo messianico.

Al di là dei risultati di questa analisi testuale, sulla quale ovviamente non concordano i non cristiani, la convinzione cristiana è basata sul vangelo (Mt1,23, che cita Is 7,14 e Mt4,15-16, che cita Is 8,23 e 9,1) ed è stata adottata dai padri della Chiesa, fra cui: Ireneo, Lattanzio, Epifanio di Salamina, Giovanni Crisostomo, e Teodoreto.

## Applicazione a conflitti militari
Il testo letterale della profezia ("Dio con noi") e il fatto che fosse stata formulata in una circostanza di conflitto politico-militare hanno determinato la tendenza di alcuni paesi (Svezia, Prussia e Germania) ad utilizzarne le parole  come un'affermazione della giustezza della propria causa e perciò come una richiesta del favore divino per il proprio esercito in guerra (cfr. Gott mit uns).
Secondo alcuni biblisti, invece, l'applicazione della profezia di Isaia a Gesù, pacifico sino ad accettare la morte in croce, sarebbe stata introdotta nel vangelo di Matteo in contrapposizione agli zeloti ebrei, che nel I secolo interpretavano il Messia solo come un capo militare che avrebbe dovuto liberare Israele dal dominio romano. La vicinanza divina, cioè, non dovrebbe mai essere intesa come appoggio ad una parte politica, ma solo come presenza reale nel cuore del fedele.